# Lobocheilos thavili
Lobocheilos thavili är en fiskart som beskrevs av Smith, 1945. Lobocheilos thavili ingår i släktet Lobocheilos och familjen karpfiskar. Inga underarter finns listade i Catalogue of Life.